# Stuifdijk (schip, 1990)
De Stuifdijk is een oud sneldienstschip van rederij Doeksen. Het schip werd op 14 juni 1990 gedoopt en te water gelaten. Het schip kwam aan op Terschelling op 22 juni 1990.
Al na korte tijd bleek dat het schip niet echt geschikt was. Er waren veel problemen mee, het kwam vast te zitten op zandbanken en er waren problemen met de schroeven die te ver onder de drijvers zaten. Daardoor was het schip niet rendabel voor de sneldienst. Op 3 mei 1991 werd door de rederij bekendgemaakt dat er nieuw groter schip was besteld bij dezelfde werf. De Stuifdijk werd ingeruild omdat een  Noor het schip nog best gebruiken kon. Het werd in de vaart gebracht als Lauparen.
In maart 2002 is het schip opnieuw doorverkocht aan Kroatië (Dubrovnik). Het is nu in de vaart onder de naam Nona Ana.